# Paphiopedilinae
De Paphiopedilinae vormen een subtribus van de Cypripedieae, een tribus van de orchideeënfamilie (Orchidaceae)
Het is een monotypische groep, met slechts één geslacht, en ongeveer 70 soorten.

## Geslachten
- Paphiopedilum

Tribus: Cypripedieae 

Subtribus: Cypripediinae · Geslacht: Cypripedium 

Subtribus: Paphiopedilinae · Geslacht: Paphiopedilum 

Tribus: Mexipedieae 

Subtribus: Mexipediinae · Geslacht: Mexipedium 

Tribus: Phragmipedieae 

Subtribus: Phragmipediinae · Geslacht: Phragmipedium 

Tribus: Selenipedieae 

Subtribus: Selenipediinae · Geslacht: Selenipedium